# Hubert Lagardelle
Hubert Lagardelle (ur. 8 lipca 1874 w Le Burgaud, zm. 20 września 1958 w Paryżu) – francuski socjalista, przedstawiciel rewolucyjnego syndykalizmu.

## Życiorys
Ukończył prawo, był adwokatem. We wczesnej fazie swojej aktywności politycznej był marksistą. Należał do SFIO. W 1899 współzakładał i redagował pismo „Le Mouvement Socialiste”. Dzięki publikowanym tutaj artykułom stał się jednym z czołowych przedstawicieli rewolucyjnego syndykalizmu (m.in. obok Sorela). Zdystansował się od socjalizmu, by w międzywojniu związać się na krótko z pierwszym poza Włochami ugupowaniem faszystowskim - Le Faisceau. Później zbliżył się do faszystów lewicowych. W 1933, mając dawne powiązania z Mussolinim, objął funkcję radcy ambasady Francji we Włoszech. W Vichy był podsekretarzem stanu (1942-1943). Za kolaborację skazano go po wojnie na dożywocie, lecz więzienie opuścił w 1949.

## Publikacje
- Le socialisme ouvrier (Paryż 1911)
- Le Parti Socialiste et la Confédération Générale du Travail (Paris 1908)
- Syndicalisme et Socialisme (Paris 1908)